# Crater Lake
Pour les articles homonymes, voir Crater.
Le Crater Lake est un lac de cratère dans la caldeira du volcan Mazama, aux États-Unis, dans l'État de l'Oregon. Il fait partie du parc national de Crater Lake. À l'ouest du lac se trouve une petite île inhabitée : l'île Wizard.

## Géographie

### Localisation
Le mont Mazama et son lac de cratère, Crater Lake, se situent dans la chaîne des Cascades, au sud-ouest de l'Oregon, aux États-Unis. La ville de Klamath Falls est située à environ 100 km au sud du cratère.

### Topographie

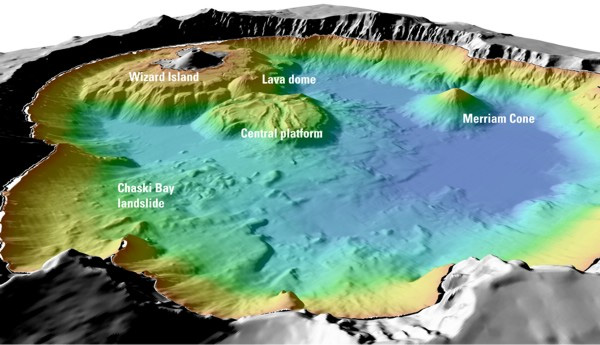
Bathymétrie du Crater Lake (USGS).

Situé à 1 883 mètres d'altitude, le lac du Crater Lake est le plus profond des États-Unis avec une profondeur de 592 mètres.
Les eaux du Crater Lake sont si limpides qu'il est possible de voir des objets jusque trente-sept mètres de profondeur à l'œil nu.

### Climat
La moyenne annuelle des précipitations neigeuses atteint 1 350 centimètres.

### Faune et flore
Parmi les six espèces de poissons implantées de 1888 à 1941 dans les eaux du Crater Lake, seules deux ont survécu : Saumon kokanee (Oncorhynchus nerka), la plus abondante, et la Truite arc-en-ciel (Oncorhynchus mykiss). Ils se reproduisent désormais naturellement et leur population est stable, le Saumon kokanee se nourrissant de zooplancton tandis que la Truite arc-en-ciel se nourrit d'insectes aquatiques.

### Géologie
La région du nord-ouest des États-Unis est une zone de subduction : il en résulte une chaîne de montagne appelée la chaîne des Cascades où l'activité éruptive est intense. Il y a environ 500 000 ans, la lave du mont Mazama s'est accumulée, créant un cône haut de 3 550 mètres d'altitude. Vers 5700 à 4800 av. J.-C., une éruption répand des millions de tonnes de cendres à des centaines de kilomètres de distance, jusqu'au Wyoming, au Nevada et en Colombie-Britannique. C'est au cours de cette éruption volcanique que se forma la caldeira en raison de l'effondrement du sol dû à la décompression et l'expulsion du magma situé en profondeur. La dépression ainsi formée s'est légèrement comblée et remplie d'eau provenant de pluie et de neige fondue.[réf. nécessaire]

## Histoire

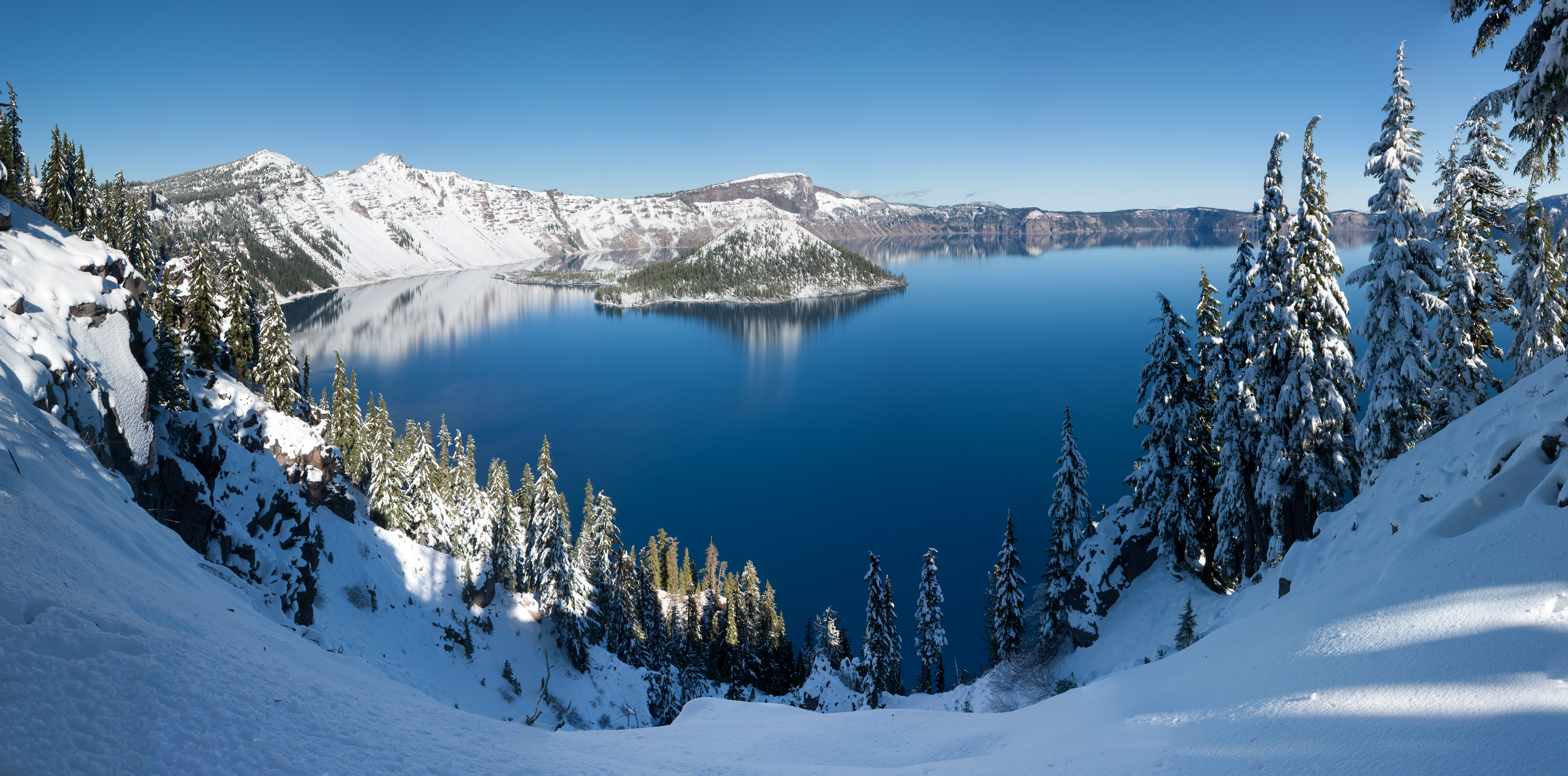
Le Crater Lake en hiver depuis Rim Village.

Pour les Amérindiens, le Crater Lake serait né de l'affrontement de la divinité maléfique du feu qui résidait sur le mont Mazama et de la divinité de la neige qui occupait le mont Shasta. C'est cette dernière qui eut le dessus sur son adversaire qui quitta les lieux en laissant derrière lui la caldeira.
Les premiers Européens à découvrir le lac en 1853 étaient des chercheurs d'or, John Wesley Hillman et ses compagnons. Frappés de la beauté du bleu des eaux, ils le nomment Deep Blue Lake. En 1886, William Gladstone Steel et le géologue Clarence Dutton organisent une expédition scientifique pour mesurer la profondeur du lac et cartographier le secteur. En 1902, le parc national de Crater Lake est créé et une route, la Rime Drive, est aménagée par la suite pour permettre aux touristes de faire le tour de la caldeira.

## Tourisme
Des activités telles que la randonnée, la pêche, la baignade ou des excursions en bateau peuvent être pratiquées à Crater Lake. L'Old Man of the Lake est une attraction populaire du lac.